# Slag bij Manado
De Slag bij Manado was een slag van de Tweede Wereldoorlog (Pacifische Oorlog), die plaatsvond in Manado, van 11 tot 13 januari 1942. Het was een Japanse poging om een doorgang te openen, om Australië aan te vallen via het oostelijk deel van Nederlands-Indië.

## Nederlandse verdediging in Manado
- Compagnie Menado; een inheemse eenheid van 188 man. Deze eenheid werd versterkt door twee of drie machinegeweersecties onder het commando van kapitein W.F.J. Kroon.
- Mobiele Colonne; Deze eenheid bestond uit ongeveer 45 man en stond onder commando van sergeant-majoor A.J. Ter Voert. Het was bedoeld voor operaties tegen Japanse luchtlandingstroepen.
- Reserve Korps Oud Militairen (RK); Deze eenheid bestond uit vijf compagnieën van gepensioneerd KNIL-personeel, met een gemiddelde leeftijd van 50 jaar. Onder leiding van kapitein W.C. van den Berg.
- Kort Verband Compagnie (KV) Negen Brigades onder het commando van kapitein J.D.W.T. Abbink.
- Europese Militie en Landstorm Compagnie. Ongeveer 200 man sterk, maar slecht getraind. Gecommandeerd door eerste luitenant F. Masselink.
- Menadonese Militie Compagnie; Ongeveer 400 inheemse troepen onder leiding van kapitein J.H.A.L.C. de Swert.
- Stadswacht; ongeveer 100 man sterk en slechts bewapend met oude jachtgeweren, gecommandeerd door eerste luitenant M.A. Nolthenius de Man.
- Twee stukken artilleriegeschut (7,5 cm lang 35 model 1902)
- Drie zeer oude 3,7 cm marinekanonnen; geplaatst op wagens, deze werden gebruikt in de verdediging van het Tondanomeer.

Met een dergelijk beperkt leger moest majoor Schillmöller de vliegvelden bij Langoan (Langowan) (Manado II) en bij Mapanget (Manado I), alsmede de marinebases Tasoeka en Manado verdedigen.

## Landing op Manado
De Compagnie Menado, met zijn 188 man, onder leiding van kapitein W.F.J. Kroon, en de Landstorm Compagnie met 200 man, waren niet bij machte om de Japanse aanvalsmacht van duizenden manschappen tegen te houden, deze had op 11 januari om 04.00 uur, de aanval ingezet. Toen de verdediging bleek te falen kregen zij in eerste instantie de opdracht zich terug te trekken naar het Tinoörbolwerk, ongeveer 8 km landinwaarts. Na enkele losse gevechten, en door slechte onderlinge communicatie, kon het de Tinoörlinie niet verdedigen, en moest het verplaatsen naar Koha. De Tinoörlinie werd verdedigd door luitenant Van de Laar met het Reserve Korps Oud Militairen (RK), aangevuld door de Landstorm Compagnie onder eerste luitenant Masselink. De gevechten hielden aan tot 15.00 uur die middag, totdat de munitie op was en men zich moest terugtrekken naar Kakaskasen.

## Landing op Kema
Het Reserve Korps Oud Militairen (RK) onder luitenant Radema was verantwoordelijk voor de verdediging van Kema. Hij had twee brigades geplaatst aan de kustlijn, en een bij zijn commandopost in Ajermadidih. De rest van zijn compagnie moest vliegveld Mapanget verdedigen, en Likoepang (Likupang) en Bitoeng (Bitung).
De landingen op Kema vingen aan om 03.00 uur op die 11e januari. De landingen werden met snelheid uitgevoerd, en de Japanse transportschepen verlieten direct de omgeving. Toen Radema hoorde van de Japanse aanval, beval hij zijn troepen direct te hergroeperen bij Ajermadidih. Toen om 09.00 uur de eerste Japanse eenheden, inclusief drie tanks Ajermadidih bereikten, probeerde Radema de aanval te stoppen met de beperkte middelen, en weinige troepen die hij voorhanden had. Uiteindelijk was hij gedwongen zich terug te trekken. Hij plande om een guerrillaoorlog te beginnen, maar door het hoge aantal deserteurs onder de inheemse soldaten, moest hij hiervan afzien.

## De luchtlandingen
De verdediging van het Tondanomeer was de verantwoordelijkheid van Tactical Command Kakas, onder leiding van W.C. van den Berg. Kakas was een klein dorpje in de buurt van het Tandanomeer. Het vliegveld zelf werd verdedigd door 41 brigades onder luitenant J.C. Wielenga. Deze eenheid werd ondersteund door een van de gepantserde Overvalwagens. Wielenga had zijn commandopost in de kampong Langoan, hier had hij nog 11 brigades in reserve. De rest van zijn troepen en de overvalwagen werden op het vliegveld geplaatst onder sergeant-majoor Robbemond.
Kort na 09.00 uur werden 334 Japanse luchtlandingstroepen op het vliegveld gedropt. Direct hierna beval Van den Berg de twee overvalwagens het vliegveld aan te vallen. Hierbij leden de Japanners zware verliezen, toch slaagden zij erin om het vliegveld in te nemen. Woedend door de grote verliezen begonnen de Japanners grote aantallen KNIL-krijgsgevangenen te executeren.
Wetende dat de strijd verloren was trok Van den Berg zich terug, en beval de overgebleven eenheden een guerrillaoorlog te starten.

## De guerrillaoorlog

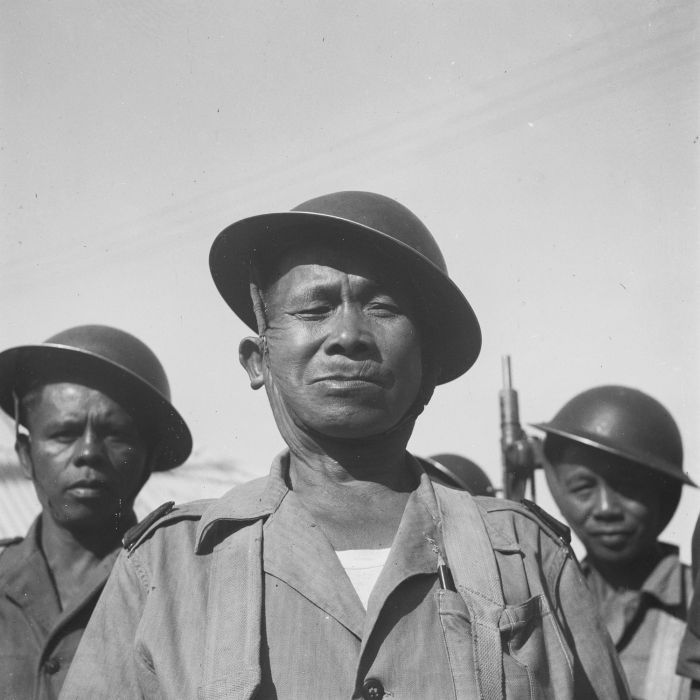
Het reservekorps te Tondano

Op diverse plaatsen lanceerden overgebleven KNIL-soldaten een guerrillaoorlog tegen de Japanse veroveraars. Kapitein Kroon verzamelde wat er nog over was van de Menado Compagnie en trok zich terug richting Kembes, om vanuit hier een actieve guerrilla te starten. Door regelmatige desertie van zijn inheemse soldaten, bereikte hij Kembes met slechts 9 man. Hier werden zij door de Japanners gevangengenomen. Al zijn mannen, behalve Kroon zelf werden geëxecuteerd bij Langoan op 26 januari 1942.
Sergeant Johan Meliëzer van E-Compagnie weigerde zich over te geven en vocht door met 15 van zijn mannen. Op 8 februari vielen zij een Japanse eenheid aan bij Kanejan. Het gevecht duurde de hele dag, en de Japanse tegenaanval mislukte. Woedend brandden de Japanners nabijgelegen dorpen plat en executeerden vijf burgers. Op 12 februari kwamen ze terug, en dit keer werden Sergeant Meliëzer en zijn mannen door de Japanners opgepakt. De sergeant werd samen met 12 van zijn mannen geëxecuteerd.
Kapitein Van den Berg en zijn groep werden uiteindelijk op 20 februari ook opgepakt. Deze groep, bestaande uit gepensioneerden, had op diverse gelegenheden Japanse eenheden aangevallen en had hen zware verliezen toegebracht. Uit respect voor hun hoge gemiddelde leeftijd en hun dapperheid, spaarde de Japanse commandant hun leven.

## Inname van Kendari
Kendari is een kleine plaats in Zuidoost-Celebes. Het was een belangrijke positie voor de Japanners om als luchthaven te dienen, vanwaar zij Soerabaja en Kupang in West-Timor konden aanvallen. Soerabaja was het marinehoofdkwartier van Nederlands-Indië.
Na de verovering van Manado 23-24 januari trok de Japanse legermacht verder zuidwaarts en landde op Noord-Kendari. Hier werd slechts licht verzet geboden en het vliegveld viel snel in Japanse handen. De meeste van de 400 KNIL-soldaten werden gevangengenomen en geïnterneerd in de gevangenis van Menado en het Fort Amsterdam.
Het vliegveld werd later door de Japanners gebruikt voor diverse operaties in het gebied.
Azië in de Tweede Wereldoorlog · Verovering van Nederlands-Indië door Japan · Japanse bezetting van Nederlands-Indië · Invasie van Sumatra in 1942 · Verovering van Atjeh door Japan · Strijd om Palembang · Slag om Borneo · Slag om Balikpapan · Verovering van Bandjermasin (1942) · Strijd om Tarakan (1942) · Strijd om Tarakan (1945) · Strijd om Borneo (1945) · Strijd om Noord-Borneo · Strijd om Balikpapan (1945) · Slag in de Straat van Soenda · Eerste Slag in de Javazee · Tweede Slag in de Javazee · Slag om Java · Slag in de Straat Badoeng · Strijd om Celebes · Guerrillaoorlog van het Indische leger op Nieuw-Guinea · Overakker-complot · Nederlandse verzets- en guerrillagroeperingen in Nederlands-Indië · Slag bij Straat Makassar · Slag bij Manado · Slag om Ambon · Japanse bezetting van Saparoea · Slag om Timor · Verovering van de Riau-archipel · Aanval op Broome · Laatste vlucht van KNILM PK-AFV  · Strijd om Soerabaja (1945)